# Nadleśnictwo Kalisz
Nadleśnictwo Kalisz – jednostka organizacyjna Lasów Państwowych podległa Regionalnej Dyrekcji Lasów Państwowych w Poznaniu.
Grunty Nadleśnictwa położone są w całości na terenie województwa wielkopolskiego na terenie powiatu kaliskiego.